# Paulus van Saint-Paul-Trois-Châteaux

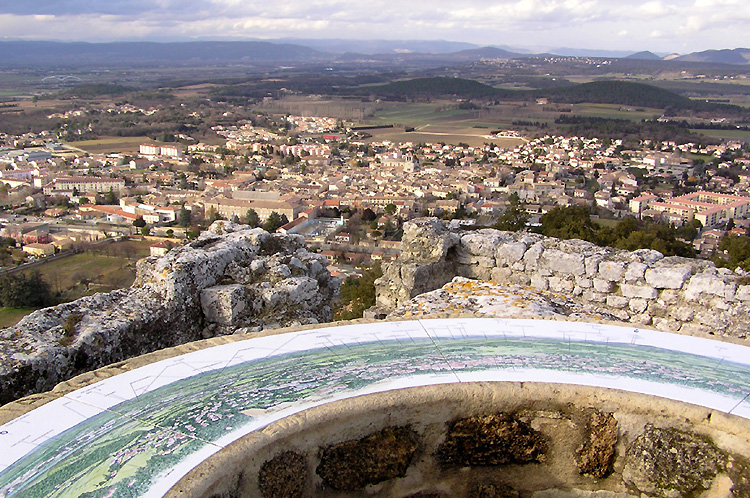
Saint-Paul-Trois-Châteaux in Frankrijk; de naam verwijst naar bisschop Paulus

Paulus van Saint-Paul-Trois-Châteaux (Reims, 4e eeuw – Saint-Paul-Trois-Châteaux, 412) was bisschop (circa 372 – 412) van Saint-Paul-Trois-Châteaux in de Romeinse Tijd.
Dit bisdom was gelegen in het Romeinse Rijk, meer bepaald in de provincie Gallia Narbonensis. Destijds was de naam van de bisschopsstad Colonia Flavia Tricastinorum ofwel de hoofdstad van het Gallo-Romeinse volk der Tricastini. 

## Levensloop
Paulus werd geboren in Reims, in de Romeinse provincie Gallia Belgica. Hij huwde er. Toen Vandalen door Gallia Belgica trokken, vluchtte Paulus met zijn vrouw en zijn moeder naar het zuiden van Gallië. In Lyon namen ze een bootje en reisden zo stroomafwaarts de Rhône. Zij bouwden een hoevetje in de buurt van de Romeinse stad Glanum, het latere Saint-Rémy-de-Provence. Paulus, zijn vrouw en zijn moeder konden voorzien in hun levensonderhoud.
Circa 372 stierf Torquatus, de bisschop der Tricastini. De leiders van de Tricastini verkozen Paulus als hun bisschop. Ze gingen op zoek naar zijn verborgen verblijfplaats. Zij vonden Paulus die achter een ploeg stond. Deze weigerde met hen mee te gaan. De legende verhaalt dat Paulus kwaad een stok in de akker plantte en de stok begon onmiddellijk te bloeien. Dit was voor Paulus het teken dat hij moest ingaan op de vraag om bisschop te worden. Hij scheidde van zijn vrouw, die introk in een klooster in Arles. De legende verhaalde dat Paulus triomfantelijk werd ingehaald in de bisschopsstad. De nacht voor zijn priester- en bisschopswijding bracht Paulus in tranen door in de kathedraal. Volgens de traditie is hij ofwel de vijfde bisschop ofwel de zesde bisschop van Saint-Paul-Trois-Châteaux.
In 374 was bisschop Paulus aanwezig op het eerste concilie van Valence. Dit concilie hield zich onder meer bezig met disciplinaire maatregelen tegen de bisschop elect en geestelijken in Fréjus.
Een jood uit de Provence sprak Paulus aan over een openstaande schuld van zijn voorganger Torquatus. De aartsdiaken ondersteunde het verhaal van de jood. In een droom merkte Paulus dat beiden hem wilden bedriegen en Paulus betaalde ’s anderendaags niets.
Paulus bleef veertig jaar bisschop. Na zijn dood in het jaar 412 werden er mirakels beschreven aan het graf van bisschop Paulus. Paulus werd heilig verklaard. Zijn beenderen werden uit het graf gehaald en als relikwieën vereerd. 
De naam Paulus werd in de vroege Middeleeuwen toegevoegd aan de naam van de stad. Dit werd Sint-Paulus-der-Tricastini of verfranst tot Saint-Paul-Trois-Châteaux. Tijdens grote feestdagen werd een zilveren relikwieënhouder getoond aan de gelovigen. Dit bevatte zijn beenderen, alsook edelstenen. 
Tijdens de Franse Godsdienstoorlogen werden de edelstenen geroofd en zijn beenderen in een vuurhaard gesmeten (1535).